# Беба Ракић
Др Беба Ракић је рођена у Београду, где је завршила основну и средњу школу. Дипломирала на одсеку Пословне економије, групи за Маркетинг, смеру Спољне трговине. Магистрирала 1997. и докторирала 2000. године, на Економском факултету у Београду.
Предаје на Мегатренд универзитету, на предметима Маркетинг, Међународни маркетинг, Понашање потрошача и Маркетинг у култури и медијима на дипломским студијама, и Управљање маркетингом, Глобални маркетинг и Интегрисане маркетинг комуникације на последипломским.
Предмети по факултетима:
- Факултет за пословне студије у Београду: Маркетинг, Међународни маркетинг и Понашање потрошача (од 2000. године) на основним студијама.
- Факултет за међународну економију у Београду: Глобални маркетинг (од 2001.-2005. године).
- Факултет за културу и медије: Маркетинг у култури и медијима (од 2006. године).
- Факултет за менаџмент у Ваљеву: Маркетинг (од 2006. године).
- Пословна школа у Сомбору: Маркетинг (од 2001. године).

## Радови
- 2002. Маркетинг
- 2002. Понашање потрошача
- 2003. Међународни маркетинг